# Álvaro Flórez Estrada
Álvaro Flórez Estrada (født februar 1769, død 16. december 1853) var en spansk politiker og socialøkonom.
Flórez Estrada indtog fra 1798 høje administrative stillinger og indlagde sig store fortjenester af landets forsvarskraft lige over for franskmændenes angreb og den indre forvirring. Ved Ferdinand VII's tilbagekomst 1814 gik han et par år i frivillig landflygtighed til England, deltog så atter i sit lands offentlige liv, indtil han 1823 på ny forlod Spanien. I England udarbejdede han nu sit økonomiske hovedværk Tratado de economia politica (London 1828, 2. udgave Paris 1831; sidste forøgede spanske originaludgave, Madrid 1848, under titlen Curso etc., lettest tilgængelig i den franske oversættelse Cours éclectique d'économie politique ved Léon Galibert, 3 bind, Paris og London 1833). Som den franske oversættelses titel antyder, er Flórez Estrada eklektiker; med stor omhu, troskab og klarhed redegør han for sine forgængeres, navnlig den engelske klassiske skoles opfattelse, men søger overalt ved siden af det strengt økonomiske at fremhæve det sociale synspunkt. Flórez Estrada anses som Spaniens betydeligste økonomiske forfatter i 19. århundrede.